# 斯普林萊克鎮區 (明尼蘇達州斯科特縣)
斯普林萊克鎮區（英語：Spring Lake Township）是位於美國明尼蘇達州斯科特縣的一個行政鎮區。

## 地方資料
斯普林萊克鎮區的面積為77.09平方千米，當中陸地面積為73.03平方千米，而水域面積為4.06平方千米。根據2020年美國人口普查的數據，當地共有人口3464人，而人口密度為每平方千米44.93人。